# Tio
Tio (grč. Θύoς; Thyus) je bio satrap Paflagonije, obalne pokrajine na sjeveru Male Azije. Tijekom 360-ih pr. Kr. pobunio se protiv Artakserksa II., vladara Perzijskog Carstva. Njegov prvi rođak Datam neuspješno ga je pokušao nagovoriti da odustane od svojih pobunjeničkih nakana, a Tio ga je prilikom jedne prijateljske konferencije pokušao ubiti. Datam se uspio spasiti budući kako je od vlastite majke dobio informacije o nakanama Tia, te je prilikom povratka u svoju satrapiju Ciliciju pokrenuo rat protiv svog rođaka. U tom sukobu Tio je zarobljen zajedno sa svojom obitelji; ženom i djecom. Datam ga je potom isporučio Artakserksu II. Povjesničar Kornelije Nepot piše kako je Tio bio visok čovjek, mrkog pogleda, tamne puti, te duge kose i brade. Klaudije Elijan naziva ga proždrljivim, dok Teopomp spominje kako su mu prilikom objedovanja posluživali i po sto tanjura hrane, zbog čega drevni autori spominju kako je živio kao da je očekivao brzu smrt.

## Poveznice
- Artakserkso II.
- Datam

## Vanjske poveznice
- Tio (Thyus), AncientLibrary.com  Arhivirana inačica izvorne stranice od 11. rujna 2007. (Wayback Machine)
- Kornelije Nepot: „Datam“ (Tertullian.org)